# Raphael Odogwu
Raphael Chidi Odogwu (Verona, 28 gennaio 1991) è un calciatore italiano, attaccante del Südtirol.

## Biografia
Nato da padre nigeriano e madre italiana, ha conseguito la laurea triennale in economia e la magistrale in legislazione d'impresa, entrambe all'Università di Verona. Ha lavorato come commercialista.. Anche suo fratello Christian è un calciatore professionista.

## Caratteristiche tecniche
Attaccante massiccio, compensa un ridotto bagaglio tecnico con le doti fisiche: è particolarmente abile nell'avanzare palla al piede (dove si serve della propria prestanza per difendersi dagli avversari senza commettere fallo, riuscendo invece a ottenerne) e come ricevitore dei lanci lunghi, sia per attirare a sé i difensori, così da liberare spazio agli inserimenti offensivi dei compagni, sia come "valvola di sfogo" laddove la propria squadra debba liberarsi da situazioni di eccessivo arretramento. In area di rigore è efficace in particolare sulle seconde palle e come colpitore di testa. Tifoso dell'Inter, dichiara di ispirarsi a Romelu Lukaku.

## Carriera

### Gli inizi
Dopo aver iniziato a giocare a calcio in piccole squadre del Veronese, approda al Chievo, dove completa la trafila delle giovanili; nel 2008, a 17 anni, passa alla Virtus Verona, che lo lancia in prima squadra, facendolo esordire in Serie D. Nei successivi 6 anni si impone al centro dell'attacco della squadra di Borgo Venezia, con la quale (nel 2013-2014) debutta anche nel professionismo, a seguito del ripescaggio in Seconda Divisione.
I successivi trasferimenti al Real Vicenza e al Renate lo vedono in difficoltà nell'adattarsi alla dimensione professionistica, senza goal messi a segno; nel 2015 accetta quindi di tornare in Serie D, all'AltoVicentino, dove ricomincia a segnare con buona continuità. Passato nel 2016 all'Arzignano, nei successivi 3 anni segna un totale di 35 goal in campionato, contribuendo all'ascesa degli orocelesti in Serie C. Fa così ritorno alla Virtus Verona, frattanto a sua volta arrivata in terza serie, dove dà il suo apporto al mantenimento della categoria con 8 reti in 27 giornate.

### L'affermazione al Südtirol
Le prestazioni in rossoblù gli valgono l'interesse del Südtirol, che nell'estate 2020 lo ingaggia con un contratto triennale tra i suoi cambi d'attacco: nei successivi due anni va a segno per 6 volte (7 computando anche i playoff) in Serie C. A seguito della promozione della squadra di Bolzano in Serie B, nell'estate 2022 ne viene ventilata la cessione, ma la società torna sulla decisione dopo che Odogwu, il 20 agosto 2022, segna il primo goal dei biancorossi in "cadetteria". Con l'arrivo in panchina di Pierpaolo Bisoli l'attaccante diventa titolare fisso e innalza sensibilmente la sua prolificità: a fine stagione i goal messi a segno in campionato sono 9. Il 16 febbraio 2023 rinnova il contratto col Südtirol fino al 2025.

## Statistiche

### Presenze e reti nei club
Statistiche aggiornate al 16 agosto 2025.
| Stagione                    | Squadra                     | Campionato                  | Campionato | Campionato | Coppe nazionali | Coppe nazionali | Coppe nazionali | Coppe continentali | Coppe continentali | Coppe continentali | Altre coppe | Altre coppe | Altre coppe | Totale | Totale |
| Stagione                    | Squadra                     | Comp                        | Pres       | Reti       | Comp            | Pres            | Reti            | Comp               | Pres               | Reti               | Comp        | Pres        | Reti        | Pres   | Reti   |
| --------------------------- | --------------------------- | --------------------------- | ---------- | ---------- | --------------- | --------------- | --------------- | ------------------ | ------------------ | ------------------ | ----------- | ----------- | ----------- | ------ | ------ |
| 2008-2009                   | Virtus Verona               | D                           | 14         | 1          | CI-D            | 1+              | 1               | -                  | -                  | -                  | -           | -           | -           | 15     | 2      |
| 2009-2010                   | Virtus Verona               | D                           | 33         | 7          | CI-D            | ?               | ?               | -                  | -                  | -                  | -           | -           | -           | 33     | 7      |
| 2010-2011                   | Virtus Verona               | D                           | 26         | 4          | CI-D            | ?               | ?               | -                  | -                  | -                  | -           | -           | -           | 26     | 4      |
| 2011-2012                   | Virtus Verona               | D                           | 28         | 4          | CI-D            | ?               | ?               | -                  | -                  | -                  | -           | -           | -           | 28     | 4      |
| 2012-2013                   | Virtus Verona               | D                           | 31         | 12         | CI-D            | 1+              | 1               | -                  | -                  | -                  | -           | -           | -           | 32     | 13     |
| 2013-2014                   | Virtus Verona               | 2D                          | 30         | 4          | CI-LP           | 0               | 0               | -                  | -                  | -                  | -           | -           | -           | 30     | 4      |
| 2014-gen. 2015              | Real Vicenza                | LP                          | 12         | 0          | CI-LP           | 2               | 0               | -                  | -                  | -                  | -           | -           | -           | 14     | 0      |
| gen.-giu. 2015              | Renate                      | LP                          | 16         | 0          | CI+CI-LP        | 0+1             | 0               | -                  | -                  | -                  | -           | -           | -           | 17     | 0      |
| 2015-2016                   | AltoVicentino               | D                           | 32+1       | 17+0       | CI+CI-D         | 0+3             | 0+2             | -                  | -                  | -                  | -           | -           | -           | 36     | 19     |
| 2016-2017                   | Arzignano                   | D                           | 17         | 6          | CI-D            | 1+              | 1               | -                  | -                  | -                  | -           | -           | -           | 18     | 7      |
| 2017-2018                   | Arzignano                   | D                           | 31+2       | 16+2       | CI-D            | 1               | 1               | -                  | -                  | -                  | -           | -           | -           | 34     | 19     |
| 2018-2019                   | Arzignano                   | D                           | 31         | 13         | CI-D            | 2               | 0               | -                  | -                  | -                  | -           | -           | -           | 33     | 13     |
| Totale Arzignano Valchiampo | Totale Arzignano Valchiampo | Totale Arzignano Valchiampo | 79+2       | 35+2       |                 | 4               | 2               |                    | -                  | -                  |             | -           | -           | 85     | 39     |
| 2019-2020                   | Virtus Verona               | C                           | 27         | 8          | CI-C            | 3               | 1               | -                  | -                  | -                  | -           | -           | -           | 30     | 9      |
| Totale Virtus Verona        | Totale Virtus Verona        | Totale Virtus Verona        | 189        | 40         |                 | 5               | 3               |                    | -                  | -                  |             | -           | -           | 194    | 43     |
| 2020-2021                   | Südtirol                    | C                           | 12+4       | 1+1        | CI              | 1               | 0               | -                  | -                  | -                  | -           | -           | -           | 17     | 2      |
| 2021-2022                   | Südtirol                    | C                           | 32         | 5          | CI+CI-C         | 1+5             | 0+3             | -                  | -                  | -                  | SC          | 2           | 0           | 40     | 8      |
| 2022-2023                   | Südtirol                    | B                           | 37+3       | 9+0        | CI              | 1               | 0               | -                  | -                  | -                  | -           | -           | -           | 41     | 9      |
| 2023-2024                   | Südtirol                    | B                           | 31         | 8          | CI              | 1               | 0               | -                  | -                  | -                  | -           | -           | -           | 32     | 8      |
| 2024-2025                   | Südtirol                    | B                           | 37         | 5          | CI              | 1               | 0               | -                  | -                  | -                  | -           | -           | -           | 38     | 5      |
| 2025-2026                   | Südtirol                    | B                           | 0          | 0          | CI              | 1               | 0               | -                  | -                  | -                  | -           | -           | -           | 1      | 0      |
| Totale Südtirol             | Totale Südtirol             | Totale Südtirol             | 149+7      | 28+1       |                 | 11              | 3               |                    | -                  | -                  |             | 2           | 0           | 169    | 32     |
| Totale carriera             | Totale carriera             | Totale carriera             | 477+10     | 120+3      |                 | 26              | 10              |                    | -                  | -                  |             | 2           | 0           | 515    | 133    |

## Palmarès

### Club

#### Competizioni nazionali
- Serie C: 1

Südtirol: 2021-2022 (girone B)
- Serie D: 1

Arzignano Valchiampo: 2018-2019 (girone C)